# Bloemendaal
Bloemendaal (anhörenⓘ) ist eine Gemeinde in der niederländischen Provinz Noord-Holland. Die Gemeinde zählt 23.583 Einwohner (Stand 1. Januar 2025) und hat eine Landfläche von 39,77 km².
Bloemendaal gehört zu den wirtschaftlich reichsten Gemeinden des Landes.

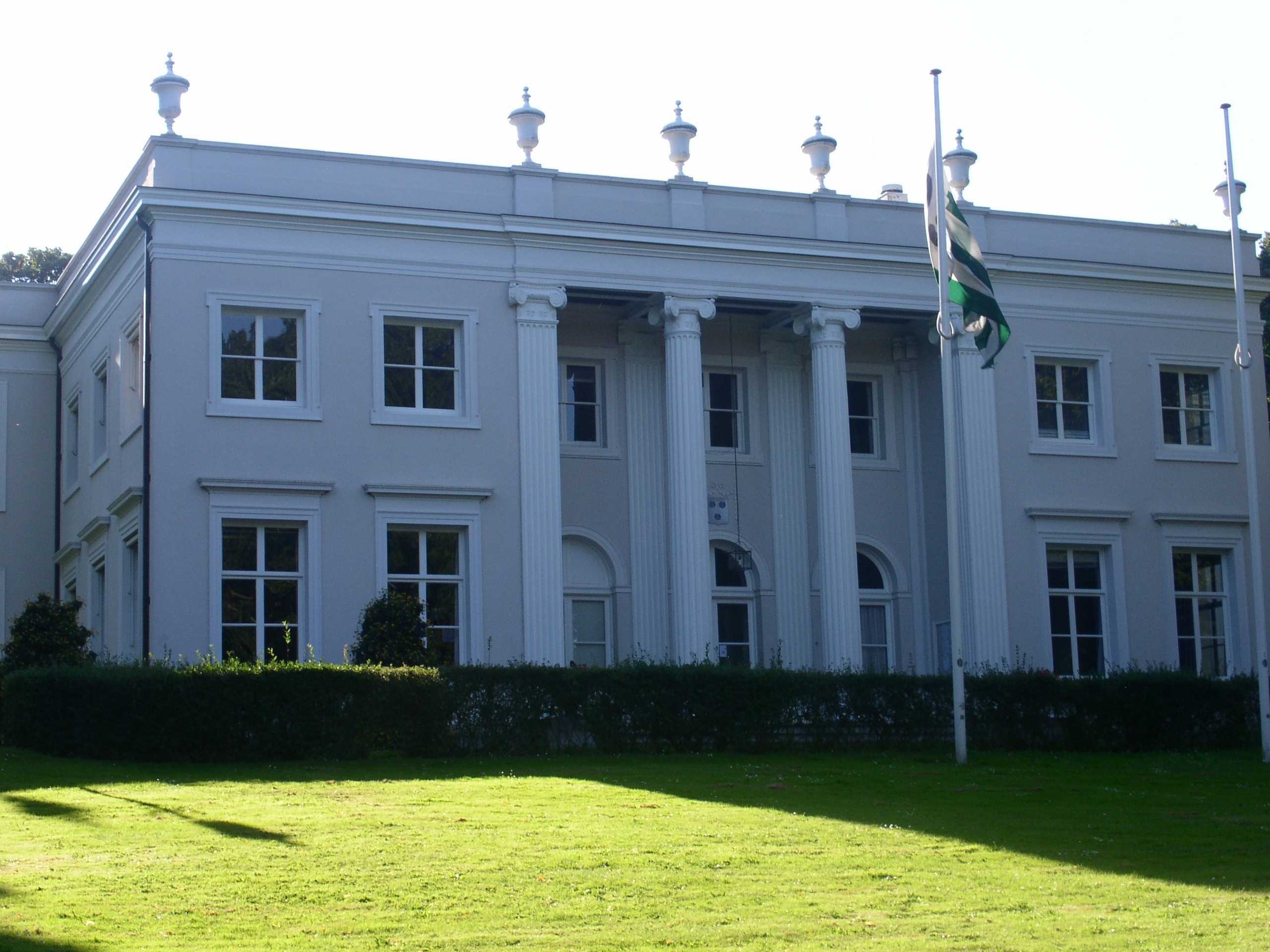
Gemeindehaus in Overveen

## Ortsteile
Zur Gemeinde gehören die Villendörfer Bloemendaal, Aerdenhout, Bloemendaal aan Zee, Overveen (mit dem Sitz der Gemeindeverwaltung), Vogelenzang und Bennebroek.
In den Dünen westlich von Overveen liegt der Ehrenfriedhof Bloemendaal (Eerebegraafplaats Bloemendaal). Hier haben 373 Widerstandskämpfer aus dem Zweiten Weltkrieg ihre letzte Ruhestätte gefunden.

## Geschichte
In Vogelenzang war das Landgut De Tiltenberg seit 1930 der Sitz der internationalen katholischen Frauenbewegung De Graal, die 1922 vom Jesuitenpater Jacobus (Jac.) van Ginneken (1877–1945) gegründet worden war. Seit 2007 ist auf dem Landgut das Priesterseminar des Bistums Haarlem untergebracht, nach seinem Patron, dem hl. Willibrord, meist Het Willbrordhuis genannt.
Im Juli/August 1937 fand auf dem Landgut der Familie Vertegaal in Vogelenzang in Anwesenheit von Königin Wilhelmina das 5. weltweite Pfadfinder-Jamboree (Wereld Jamboree 1937) statt. 28.750 Pfadfinder aus 54 Ländern nahmen daran teil.

## Politik

### Gemeinderat
Seit 1982 ergaben sich bei den Kommunalwahlen in Bloemendaal folgende Sitzverteilungen im Gemeinderat:
| Partei                              | Sitze | Sitze | Sitze | Sitze | Sitze | Sitze | Sitze | Sitze  | Sitze | Sitze | Sitze |
| Partei                              | 1982  | 1986  | 1990  | 1994  | 1998  | 2002  | 2006  | 2008 a | 2014  | 2018  | 2022  |
| ----------------------------------- | ----- | ----- | ----- | ----- | ----- | ----- | ----- | ------ | ----- | ----- | ----- |
| VVD                                 | 8     | 7     | 7     | 7     | 5     | 6     | 6     | 7      | 5     | 5     | 5     |
| D66                                 | –     | –     | –     | –     | –     | –     | 1     | 3      | 4     | 3     | 4     |
| Hart voor Bloemendaal               | –     | –     | –     | –     | –     | –     | –     | –      | –     | 2     | 3     |
| GroenLinks                          | –     | –     | –     | –     | 1     | 1     | 2     | 1      | 3     | 3     | 3     |
| PvdA                                | 3     | 3     | 3     | 2     | 2     | 2     | 3     | 2      | 1     | 1     | 1     |
| CDA                                 | 4     | 4     | 4     | 3     | 3     | 3     | 3     | 4      | 2     | 3     | 1     |
| Liberaal Bloemendaal                | –     | –     | –     | –     | 3     | 3     | 2     | 2      | 4     | 1     | 1     |
| Zelfstandig Bloemendaal             | –     | –     | –     | –     | –     | –     | –     | –      | –     | –     | 1     |
| Vrijzinnig Democratisch Bloemendaal | –     | –     | –     | –     | –     | –     | –     | –      | –     | 1     | 0     |
| Progressief Bloemendaal             | 2     | 3     | 3     | 5     | 3     | 2     | –     | –      | –     | –     | –     |
| Gesamt                              | 17    | 17    | 17    | 17    | 17    | 17    | 17    | 19     | 19    | 19    | 19    |

Anmerkungen

### Bürgermeisterin
Seit dem 3. Oktober 2024 ist Michel Rog (NSC) amtierender Bürgermeister. Zu seinem Kollegium gehören die Beigeordneten Rob Scholte (VVD), Thessa van der Windt (D66), Attiya Gamri (PvdA) sowie der kommissarische Gemeindesekretär Rudie Heintjes.

### Politische Gliederung
Die Gemeinde wird in folgende Ortsteile aufgeteilt:
| Nr. | Ort         | Einwohner |
| --- | ----------- | --------- |
| 00  | Bloemendaal | 6.800     |
| 01  | Overveen    | 4.530     |
| 02  | Aerdenhout  | 4.845     |
| 03  | Vogelenzang | 2.205     |
| 04  | Bennebroek  | 5.410     |
|     | Gemeinde    | 23.790    |

1. ↑  Bezirksnummer
2. ↑  (Stand: 1. Januar 2024)

## Persönlichkeiten
- Tanneke Denijs (1637–1702), Mystikerin und Autorin
- Jan Hendrik de Waal Malefijt (1852–1931), Politiker
- Frederick Koolhoven (1886–1946), Automobilrennfahrer, Flugzeugkonstrukteur und Unternehmer
- Leo Daniël Brongersma (1907–1994), Herpetologe
- Aat de Roos (1919–1992), Hockeyspieler
- Miep Oranje (1923–1944), Widerstandskämpferin und Kollaborateurin
- Gert Jan Schlatmann (* 1963), Hockeyspieler
- Diederik Simon (* 1970), Ruderer